# Waleed Al Hayam
Waleed Mohamed Abdulla Ali Al Hayam (arab. وليد محمد عبد الله علي الحيام; ur. 4 listopada 1988 w Al-Muharrak) – bahrajński piłkarz grający na pozycji środkowego obrońcy. Jest wychowankiem klubu Al-Muharraq.

## Kariera piłkarska
Swoją karierę piłkarską Al Hayam rozpoczął w klubie Al-Muharraq, w którym w 2009 roku zadebiutował w pierwszej lidze bahrajńskiej. Wraz z Al-Muharraq wywalczył trzy mistrzostwa Bahrajnu (2010/2011, 2014/2015, 2017/2018), cztery wicemistrzostwa (2009/2010, 2011/2012, 2012/2013, 2015/2016) oraz zdobył cztery Puchary Bahrajnu (2010/2011, 2011/2012, 2012/2013, 2015/2016).

## Kariera reprezentacyjna
W reprezentacji Bahrajnu Al Hayam zadebiutował 25 grudnia 2010 w zremisowanym 1:1 towarzyskim meczu z Uzbekistanem. W 2011 roku został powołany do kadry na Puchar Azji 2011, w 2015 na Puchar Azji 2015, a w 2019 na Puchar Azji 2019.